# Karl Henry
Karl Levi Daniel Henry est un footballeur anglais né le 26 novembre 1982 à Wolverhampton. Il évolue actuellement au poste de milieu de terrain.

## Carrière
- 1999-2006 :  Stoke City FC
  - jan. 2004-fév. 2004 :  Cheltenham Town FC (prêt)
- 2006-2013 :  Wolverhampton Wanderers FC
- 2013-2017 :  Queens Park Rangers

Le 23 novembre 2018, il rejoint Bradford City .

## Palmarès
- Wolverhampton Wanderers
  - Championship
    - Vainqueur : 2009